# Chaos Total
Chaos Total ist das siebte Musikalbum der deutschen Minimal-Electro-Musikgruppe Welle: Erdball.
Das Album wurde am 1. September 2006 veröffentlicht und erreichte prompt den ersten Rang der Deutschen Alternative Charts (DAC). Zudem stieg Chaos Total in die deutschen Albumcharts ein, wo es Rang 77 erreichte.
Dem Album liegt, wie zuletzt beim Album Die Wunderwelt der Technik (2002) ein Konzept zu Grunde. Da die Recherche hierfür immer mehr Zeit beanspruchte und mehr Zeit vereinnahm, als zunächst erwartet, konnte der ursprünglich geplante Veröffentlichkeitstermin im Herbst 2005 nicht eingehalten werden. Chaos Total beschäftigt sich vor allem mit dem mathematischen und gesellschaftlichen Chaos in verschiedenen Facetten, wie der Weltenzahl, Mandelbrot-Menge, Kochschen Formeln, sowie Terrorismus und dem Zerfall der sozialen Gesellschaft. Die erwähnten Themen werden wie gewohnt in sowohl tiefgründiger, als auch ironischer und sarkastischer Weise dargeboten. Als neues Bandmitglied kam Plastique zu Welle: Erdball, die bereits tatkräftig auf diesem Album mitwirkte.
Die Platte erhielt viel Kritikerlob. So bezeichnete das Musikmagazin Orkus das Album als „die beste bisherige Sendung“. Neben den Stücken, die das Konzept des Albums begründen, enthält Chaos Total auch zwei Stücke vom nur auf Vinyl erschienenen und auf 2.000 Exemplare limitierten Vorgängeralbum Horizonterweiterungen (Grüße von der Orion und Das Mandala, jeweils den Favoriten von Honey und A.L.F.), sowie das vormals exklusive Stück (Das Sternenkind) von der auf 500 Exemplare limitierten Vinyl-Version von Die Wunderwelt der Technik. Des Weiteren befindet sich auf dem Album eine neu eingespielte Fassung von Bill Gates, komm fick mit mir!, das bereits 1996 auf dem Album Tanzpalast 2000 zu hören war. Auf der CD befinden sich laut Display-Anzeige 23 Stücke (in Anspielung an die Illuminaten), doch enthalten nur die Lieder 1 bis 20 Musik (aufgrund des beschränkten Speicherplatzes einer CD). Werden die Lieder Mathematique und Pi übereinander gespielt, ergibt diese Symbiose das neue Lied Die Weltenzahl (einige weitere Lieder bieten Dechiffriercodes oder versteckte Botschaften). Legt man die CD zudem in einen Rechner, hat man nun die Möglichkeit, über einen Link eine exklusive Internetadresse zu erreichen, auf der man sich die beiden weiteren Lieder Zombies im Kaufhaus und Wizard of Wor herunterladen kann, womit man letztlich doch auf die Liederanzahl von 23 kommt. Im Minusbereich der CD findet man des Weiteren eine Episode des Hörspieles Die Abenteuer von Commander Laserstrahl und seinem Boardcomputer. Dieses amüsante Science-Fiction-Hörspiel entstand von den Mitgliedern von Welle: Erdball sowie deren privaten Freunden. Die CD mit allen Episoden dieses Hörspieles kam kurz nach Chaos Total in den Verkauf. Weiterhin befindet sich auf der Rückseite des CD-Booklets ein Morsecode, der folgenden Text ergibt: „Gnscch denk nach“. Wenn man den Code etwas verändert (zusätzliches Leerzeichen nach den ersten zwei Strichen und ändern der vier Striche in vier Punkte), dann wird daraus „Mensch denk nach“.
Wie üblich sind fast alle Lieder auf Chaos Total auf Deutsch. Jedoch befindet sich mit Poupée de Cire das Cover des Klassikers von France Gall auf der Scheibe.
Die Erstauflage des Albums erschien üppig ausgestattet, mit einer Bonus-DVD, die eine Banddokumentation, Videos von Live-Auftritten, Musikvideos, Bildergalerien und weitere Kurzfilme beinhaltet. Außerdem erschien diese Erstauflage im Schuber und besaß ein Wackelbild-Cover, einen Aufkleber, sowie eine versteckte Internetadresse.
Nach Veröffentlichung des Albums begann Welle: Erdball mit einer mehrmonatigen Chaos Total-Tour quer durch Deutschland. Ab dem Spätsommer 2007 wurde diese als Chaos Total-Konzertreise fortgesetzt. Bei diesen Konzerten waren neben einer neuen Bühnenshow ebenfalls Stücke der später erschienenen 7″-Vinyl-Platte Ich bin aus Plastik zu hören. Im Frühjahr 2009 wurde Chaos Total als auf 500 limitierte Picture-LP wiederveröffentlicht.

## Titellisten
CD
1. Welle: Erdball
2. Chaos Total
3. Das Souvenir
4. Das Alpha-Tier (C=64)
5. Mathematique
6. Poupée de Cire
7. Nur tote Frauen sind schön
8. Der Telegraph
9. Graf Krolock
10. Kneif mich! (C=64)
11. Hoch die Fahnen
12. Grüße von der Orion
13. Pi
14. Bill Gates, komm fick mit mir!
15. Alles Lüge (C=64)
16. Das Sternenkind
17. Chaos Total²
18. Chaos Total (dahinter Gott)
19. Das Mandala
20. Schalte mich aus!

LP
1. Welle: Erdball
2. Chaos Total
3. Der Telegraph
4. Das Alpha-Tier (C=64)
5. Graf Krolock
6. Alles Lüge (C=64)
7. Nur tote Frauen sind schön
8. Das Souvenir
9. Hoch die Fahnen
10. Poupée de Cire
11. Kneif mich! (C=64)
12. Die Weltenzahl